# 818型海警船
818型海警船是中国海警局所属的一型巡逻舰，用于中国海域巡逻，实施海域监管，维护国家主权和海洋权益；预防、制止、打击海上违法犯罪活动，维护海上治安秩序；开展海上执法合作；担负海上重要目标警戒，实施海上救助；承担海警训练任务，所以舰上还配备有相关的低烈度武备、取证设置、监控设置、执法设施、通信设施等。